# Waller (Texas)
Pour les articles homonymes, voir Waller.
Waller est une ville située en limite des comtés de Waller et Harris, au Texas, aux États-Unis,.

## Démographie
Lors du recensement de 2010, la ville comptait une population de 3 285 habitants. Elle est estimée, en 2016, à 3 166 habitants.

## Source de la traduction
- (en) Cet article est partiellement ou en totalité issu de l’article de Wikipédia en anglais intitulé « Waller, Texas » (voir la liste des auteurs).